# Teodoro Valfrè di Bonzo
Teodoro Valfrè di Bonzo (né le 21 août 1853 à  Cavour, au Piémont, Italie, et mort le 25 juin 1922 à Rome) est un cardinal italien du début du XXe siècle. 

## Biographie
Teodoro Valfrè di Bonzo étudie à Turin. Il est camarade de classe et ami de Giacomo della Chiesa, le futur pape Benoît XV (1914-1922).
Après son ordination il exerce des fonctions au sein de la Curie romaine et il est délégué apostolique au Costa Rica (en). Il est élu évêque de Cuneo en 1885, transféré à Cômeen 1895 et promu archevêque de Verceil en 1905. En 1916 il est transféré à l'archidiocèse titulaire de Trébizonde (de) et nommé nonce apostolique en Autriche-Hongrie (en), où il représente le pape lors du couronnement de l'empereur autrichien Charles Ier et l'impératrice Zita.
Le pape Benoît XV le crée cardinal lors du consistoire du 15 décembre 1919. En 1920 il est nommé préfet de la Congrégation pour les Religieux.
Le cardinal Valfrè di Bonzo participe au conclave de 1922, lors duquel Pie XI est élu. Il meurt le 25 juin 1922 à l'âge de 68 ans.

## Succession apostolique
Teodoro Valfrè di Bonzo a ordonné les évêques suivants :
- Archevêque Tommaso Trussoni (1913)
- Archevêque František Kordač (cs) (1919)